# Patterson (Arkansas)
Patterson es una ciudad ubicada en el condado de Woodruff en el estado estadounidense de Arkansas. En el Censo de 2010 tenía una población de 452 habitantes y una densidad poblacional de 162,19 personas por km².

## Geografía
Patterson se encuentra ubicada en las coordenadas 35°15′33″N 91°14′7″O / 35.25917, -91.23528. Según la Oficina del Censo de los Estados Unidos, Patterson tiene una superficie total de 2.79 km², de la cual 2.79 km² corresponden a tierra firme y (0%) 0 km² es agua.

## Demografía
Según el censo de 2010, había 452 personas residiendo en Patterson. La densidad de población era de 162,19 hab./km². De los 452 habitantes, Patterson estaba compuesto por el 76.55% blancos, el 19.47% eran afroamericanos, el 0.88% eran amerindios, el 0% eran asiáticos, el 0% eran isleños del Pacífico, el 0% eran de otras razas y el 3.1% pertenecían a dos o más razas. Del total de la población el 0% eran hispanos o latinos de cualquier raza.